# 王立军 (激光与光电子技术专家)
王立军（1946年7月13日—），男，吉林舒兰人，中国激光与光电子技术专家，中国科学院长春光学精密机械与物理研究所研究员，中国科学院院士。

## 生平
1973年毕业于吉林大学半导体系，1982年获吉林大学硕士学位。
2017年当选为中国科学院院士。